# Saint-Germain-en-Brionnais
Saint-Germain-en-Brionnais é uma comuna francesa na região administrativa de Borgonha-Franco-Condado, no departamento Saône-et-Loire. Estende-se por uma área de 6,04 km². Em 2010 a comuna tinha 196 habitantes (densidade: 32,5 hab./km²).